# Лъжлива риба чистач
Лъжливите риби чистачи (Aspidontus taeniatus) са вид актиноптери от семейство Морски кучки (Blenniidae).
Те са незастрашен вид.
Таксонът е описан за пръв път от Жан Рьоне Констан Коа през 1834 година.